# Останин, Борис Владимирович
Бори́с Влади́мирович Оста́нин (1 октября 1946, Бада, Читинская область, по другим сведениям поселок Боян-Обо, Монголия — 22 сентября 2023, Санкт-Петербург) — русский писатель, эссеист, редактор, переводчик, литературный деятель.

## Биография
Родился в семье военного лётчика, всё детство до 10 лет, пока не погиб отец, переезжал с ним по Советскому Союзу. В 1961 с матерью переехал в Ленинград. Окончил математико-механический факультет Ленинградского университета, отделение логики. Работал сторожем, лифтёром, оператором котельной и т. п.
С 1976 года был соредактором (совместно с Борисом Ивановым) самиздатовского журнала «Часы». Один из учредителей (1978) Премии Андрея Белого, до конца жизни член её Комитета. В 1992—1997 гг. главный редактор «Издательства Чернышёва» (СПб), в дальнейшем сотрудничал как редактор и консультант с издательством «Амфора» и «Пальмира».
Опубликовал в самиздате (под различными псевдонимами) и после 1990 г. в периодике ряд критических статей о новейшей русской поэзии. Автор четырех книг афоризмов. Переводил с английского и французского языков прозу и драматургию А. Камю, Э. Ионеско, Ж. Жене, К. Маккаллерс, К. Кастанеды и др., а также (совместно с В. Кучерявкиным) «Тибетскую книгу мертвых» и монографию В. Маркова «История русского футуризма».
Умер 22 сентября 2023 года. Прощание и отпевание прошло 28 сентября в соборе Владимирской Иконы Божией Матери. Похоронен на Белоостровском кладбище.

## Награды
- Премия Андрея Белого (2016) — в номинации «За заслуги перед литературой».
- Гуманитарная и книгоиздательская премия «Книжный червь» (2023) — в номинации «Рукописи не горят».

## Труды
- Пунктиры. — СПб.: Издательство Ивана Лимбаха, 2000; М.: Т8, Пальмира, 2022.
- Белые флаги. — СПб.: Амфора, 2004; Пальмира, 2020; М.: Т8, Пальмира, 2022.
- Молния и радуга: Литературно-критические статьи 1980-х годов (совместно с А. Кобаком) . — СПб.: Издательство имени Н. И. Новикова, 2003.
- На бреющем полете. — СПб.: Амфора, 2009; М.: Т8, Пальмира, 2022.
- Тридцать семь и один. — СПб.: Амфора, 2015; Пальмира, 2017.
- Тридцать семь и два. — СПб.: Пальмира, 2018 (два полутома).
- Дребезги. — СПб.: Юолукка, 2018; М., СПб.: Т8, Пальмира, 2022
- Театр в театре («Калигула» А. Камю, «При закрытых дверях» Ж.-П. Сартра, «Стулья» Э. Ионеско, «Балкон» Ж. Жене, «Жизнь в театре» Д. Мэмета, пер. с франц. и англ. совместно с Т. Шапошниковой и Е. Шварц). — СПб.: Алетейя, 2019.
- Две инсценировки (по рассказам Николая Байтова и Антуана Володина) // Звезда, № 12, 2019.
- Дребезги-2. — СПб.: Юолукка, 2019; М., СПб.: Т8, Пальмира, 2022
- Тридцать семь ровно. — СПб.: Издательство Вадима Назарова, 2019.
- Словарь к повести Саши Соколова «Между собакой и волком». — СПб.: Пальмира, 2020.
- Догадки о Набокове (фрагменты) // Крещатик, № 4, 2021; № 1, 2022.
- Догадки о Набокове. Конспект-словарь, книга 1 (А — З). — М., СПб.: Т8, Пальмира, 2023.